# Yūko Mizutani
Yūko Mizutani (水谷 優子?, Mizutani Yūko; Ama, 4 novembre 1964 – 17 maggio 2016) è stata un'attrice e doppiatrice giapponese rappresentata dalla Production Baobab e poi dalla Aoni Production.
Era nota per aver prestato la voce ai personaggi di Sakiko Sakura in Chibi Maruko-chan, Mihoshi Kuramitsu in Chi ha bisogno di Tenchi?, Excellen Browning in Super Robot Wars, Leina Stol in Machine Robo: Revenge of Cronos, Sora Takenouchi in Digimon Adventure, Cheimin Noa in Mobile Suit Zeta Gundam e Pinoko in Black Jack. Era inoltre la voce giapponese di Buffy Summers e di Minni.
Morì il 17 maggio 2016 a causa di un tumore al seno, all'età di 51 anni.

## Ruoli principali

### Anime
- Akiko in Eikyuu Kazoku
- Alfimi, Katana & Byakuya in Super Robot Wars OG Saga: Endless Frontier EXCEED
- Anri in Bubblegum Crisis
- Apple in Zillion
- Aqua in Nadesico
- Black Joker in Mobile Fighter G Gundam

- Carris Nautilus in After War Gundam X
- Chocolate Misu in Bakuretsu Hunter
- Draco Centauros in Puyo Puyo (PC Engine Version)
- Excellen Browning & Alfimi in Super Robot Wars Impact
- Excellen Browning in Super Robot Wars Original Generation: The Animation
- Excellen Browning in Super Robot Wars Original Generation: Divine Wars
- Excellen Browning & Lemon Browning e Alfimi in Super Robot Wars Original Generations
- Excellen Browning & Alfimi in Super Robot Wars Original Generation Gaiden
- Fouly in Shadow Skill
- Galactica in Dead Leaves
- Kaede in Dragon Force II: Kamisarishi Daichi ni
- Hitomi Nakajo in Humming Bird - Ragazze con le ali
- Helen Early Reins
- Ikuko Tsukino in Sailor Moon Crystal
- High Priestess e Justice in Magical Drop F: Daibōken Mo Rakujyanai!
- Iris in Mega Man X4
- Karene Langley in Growlanser & Growlanser II: The Sense of Justice
- Katana e Toby Matsuyo in Namco × Capcom
- Iris in Project X Zone
- Kurumi in Ranma ½ OVA's
- Kyoko Hoshihana in Idol tenshi yōkoso Yōko
- Lakshu in Tenkū Senki Shurato
- Leina Stōl in Machine Robo: Revenge of Cronos e Leina series
- Luchs in Saber Marionette
- Marie Anne Löwenbräu in Nadia - Il mistero della pietra azzurra
- Maggie Venus Wars
- Vari personaggi in Kirby
- Mihoshi Kuramitsu in Chi ha bisogno di Tenchi?
- Minni in Kingdom Hearts
- Minni in Kingdom Hearts II
- Minni in Kingdom Hearts Birth by Sleep
- Minni in Kingdom Hearts 3D: Dream Drop Distance
- Miyuki Aiba/Tekkaman Rapier in Tekkaman Blade
- Mizuki Segawa in Bio-Booster Armor Guyver (OVA)
- Namiko Tsuki in Kashimashi: Girl Meets Girl
- Naoko in Eve no jikan
- Omitsu in Kyattou Ninden Teyandee
- Perimi/Phyllis in Dōbutsu no Mori (film)
- Pinoko in Osamu Tezuka's Black Jack
- Sakiko Sakura in Chibi Maruko-chan
- Sara in Yu-Gi-Oh! Duel Monsters GX
- Sarah Zabiarov and Cheimin Noa in Mobile Suit Zeta Gundam
- Sora Takenouchi in Digimon Adventure, Digimon Adventure 02
- The Great Will of the Macrocosm in Excel Saga
- Tot in Weiss Kreuz
- V-Sion in KO Beast
- Witch in Puyo Puyo~n